# Politiet er der
Politiet er der er en amerikansk stumfilm fra 1919 af Hal Roach.

## Medvirkende
- Harold Lloyd
- Bebe Daniels
- Snub Pollard
- Roy Brooks
- Sammy Brooks
- William Gillespie
- Helen Gilmore
- Mark Jones
- Dee Lampton